# Краснопольский район (Могилёвская область)
Краснопо́льский райо́н (бел. Краснапольскі раён) — административная единица на юго-востоке Могилёвской области Республики Беларусь. Административный центр — городской посёлок Краснополье.
Численность населения — 8 526 человек (на 1 января 2025 года).

## Административно-территориальное деление
В настоящее время район делится на город Краснополье и 5 сельсоветов:
- Горский
- Мхиничский
- Сидоровский
- Турьевский
- Яновский

Упразднённые сельсоветы:
- Высокоборский

В 2008 году на территории района был упразднён Высокоборский сельсовет. Населённые пункты входившие в его состав переданы в ведение Яновского сельсовета.

## География
Расположен в пределах Оршанско-Могилёвской и Чечерской равнин. Преобладают высоты 160—170 м над уровнем моря. Наивысшая точка — 192 м (около д. Стайки). Средняя температура января — 7,6 °С, июля 18,2 °С. Осадков 540 мм в год. Основные реки — Голуба, Ельня, Жеуница, Кляпинка, Покоть, Сенна (с Турьей), Якушовка, притоки реки Беседь — Палуж (с притоками Кураковка и Горянка), Ковпита. Под лесами 53 % территории района, под болотами — 4,4 %. Сельскохозяйственные земли около 40 %.
Расположено Палужское водохранилище — общая площадь −136 га.

## Геральдика
Герб и флаг учреждены Указом Президента Республики Беларусь 3 января 2005 года № 1 и зарегистрированы в Государственном геральдическом регистре Республики Беларусь 6 января 2005 года № Б-39 и № 40. Одобрены решением Краснопольского районного Совета депутатов от 12 сентября 2002 года № 12-8.

## История
Район образован 17 июля 1924 года в Калининском округе, в 1927—1930 годах — в Могилёвском округе. С 1938 года в Могилёвской области. Во время Великой Отечественной войны был оккупирован немецко-фашистскими захватчиками. Освобождён в октябре 1943 года.
25 декабря 1962 года к району присоединена часть упразднённого Кричевского района: 4 сельсовета и город Чериков. 6 января 1965 года 3 сельсовета и Чериков переданы повторно образованному Кричевскому району, 2 сельсовета — Славгородскому району. 30 июля 1966 года один сельсовет передан Чериковскому району.
20 октября 1995 года административные единицы Краснопольский район и посёлок Краснополье, имеющие общий административный центр, объединены в одну административную единицу — Краснопольский район. 

## Демография
Численность населения — 8 526 человек (на 1 января 2025 года), в том числе городское — 5 529 человек (Краснополье — 5 529 человек), сельское — 2 997 человек.
На 1 января 2023 года численность населения района — 8 942 человек, в том числе городское (Краснополье) — 5 699 человек, сельское — 3 243 человек.
Население района составляет 9713 человек (на 1 января 2016 года). Краснопольский район — один из наименее населённых в Республике Беларусь.
По итогам переписи 2019 года, 92,17% жителей района назвали себя белорусами, 3,14% — русскими, 0,78% — украинцами.
| Численность населения (по годам) | Численность населения (по годам) | Численность населения (по годам) | Численность населения (по годам) | Численность населения (по годам) | Численность населения (по годам) | Численность населения (по годам) | Численность населения (по годам) | Численность населения (по годам) | Численность населения (по годам) | Численность населения (по годам) |
| 1939                             | 1959                             | 1970                             | 1979                             | 1989                             | 1996                             | 2001                             | 2002                             | 2003                             | 2004                             |                                  |
| -------------------------------- | -------------------------------- | -------------------------------- | -------------------------------- | -------------------------------- | -------------------------------- | -------------------------------- | -------------------------------- | -------------------------------- | -------------------------------- | -------------------------------- |
| 45 744                           | ↘35 069                          | ↘32 233                          | ↘26 306                          | ↘20 964                          | ↘14 500                          | ↘13 644                          | ↘13 424                          | ↘13 171                          | ↘12 933                          |                                  |
| 2005                             | 2006                             | 2007                             | 2008                             | 2009                             | 2010                             | 2011                             | 2012                             | 2013                             | 2014                             |                                  |
| ↘12 568                          | ↘12 249                          | ↘11 922                          | ↘11 615                          | ↘11 319                          | ↘11 124                          | ↘10 894                          | ↘10 607                          | ↘10 350                          | ↘10 125                          |                                  |
| 2015                             | 2016                             | 2017                             | 2018                             | 2019                             | 2020                             | 2021                             | 2022                             | 2023                             | 2024                             |                                  |
| ↘9969                            | ↘9713                            | ↘9520                            | ↘9363                            | ↘9217                            |                                  |                                  |                                  | ↘8942                            |                                  |                                  |
| 2025                             |                                  |                                  |                                  |                                  |                                  |                                  |                                  |                                  |                                  |                                  |
| ▼8 526                           |                                  |                                  |                                  |                                  |                                  |                                  |                                  |                                  |                                  |                                  |

На 1 января 2018 года 22,1% населения района были в возрасте моложе трудоспособного (первое место в Могилёвской области), 53% — в трудоспособном возрасте, 24,9% — в возрасте старше трудоспособного. Средние показатели по Могилёвской области — 17,5%, 56,8% и 25,7% соответственно. 51,4% населения составляли женщины, 48,6% — мужчины (средние показатели по Могилёвской области — 52,9% и 47,1% соответственно, по Республике Беларусь — 53,4% и 46,6%).
Коэффициент рождаемости в районе в 2017 году составил 12,1 на 1000 человек, коэффициент смертности — 18,1 (в районном центре — 12,3 и 15,1 соответственно). Средние показатели рождаемости и смертности по Могилёвской области — 10,5 и 13,6 соответственно, по Республике Беларусь — 10,8 и 12,6 соответственно. Всего в 2017 году в районе родилось 117 и умер 171 человек, в том числе в районном центре родился 71 и умерло 87 человек.
В 2017 году в районе было заключено 54 брака (5,7 на 1000 человек, средний показатель по Могилёвской области — 7,1) и 28 разводов (3 на 1000 человек, средний показатель по Могилёвской области — 3,6). По числу заключённых браков на 1000 человек район занимает одно из последних мест в области.

## Экономика

### Сельское хозяйство
На территории Краснопольского района действует 1 унитарное коммунальное сельскохозяйственное предприятие.
Общая площадь сельскохозяйственных угодий района составляла 28900 га, из них пашни — более 12500 га. В структуре посевных площадей зерновые и зернобобовые культуры занимали 43,9 %.
В сельскохозяйственных организациях района насчитывалось 7923 голов крупного рогатого скота, из них более 3000 коров.
Машинотракторный парк насчитывает 112 тракторов, 32 зерноуборочных комбайна.
Согласно Программе возрождения и развития села в Краснопольском районе действуют 6 агрогородков.
Общая посевная площадь сельскохозяйственных культур в организациях района (без учёта фермерских и личных хозяйств населения) в 2017 году составила 14 566 га (146 км² — последнее, 21-е место в Могилёвской области). В 2017 году под зерновые и зернобобовые культуры было засеяно 7433 га, под кормовые культуры — 6080 га. Валовой сбор зерновых и зернобобовых культур в сельскохозяйственных организациях в 2017 году составил 22,5 тыс. т. По валовому сбору зерновых в 2017 году район занял 20-е место в Могилёвской области. Средняя урожайность зерновых в 2017 году составила 30,2 ц/га (средняя урожайность по Могилёвской области — 33,4 ц/га, по Республике Беларусь — 33,3 ц/га). По этому показателю район занял 11-е место в Могилёвской области.
На 1 января 2018 года в сельскохозяйственных организациях района содержалось 7,1 тыс. голов крупного рогатого скота, в том числе 3 тыс. коров. По поголовью крупного рогатого скота район занял последнее, 21-е место в Могилёвской области. В 2017 году сельскохозяйственные организации района реализовали 0,6 тыс. т скота и птицы на убой (в живом весе) и произвели 6 тыс. т молока. По производству молока район занял последнее, 21-е место в Могилёвской области, и одно из последних в стране. Средний удой молока с коровы — 3815 кг (средний показатель по Могилёвской области — 4296 кг, по Республике Беларусь — 4989 кг).

## Транспорт
Через район проходят автомобильные дороги на Костюковичи, Могилёв, Чериков, Чечерск.

## Здравоохранение
В 2017 году в учреждениях здравоохранения района работало 19 врачей и 112 средних медицинских работников, в лечебных учреждениях было 70 больничных коек. Численность врачей в пересчёте на 10 тысяч человек — 20,3 (средний показатель по Могилёвской области — 34,6, по Республике Беларусь — 40,5), количество коек в пересчёте на 10 тысяч человек — 74,8 (средний показатель по Могилёвской области — 83,1, по Республике Беларусь — 80,2). По этим показателям район занял 17-е и 5-е места в области соответственно.

## Образование

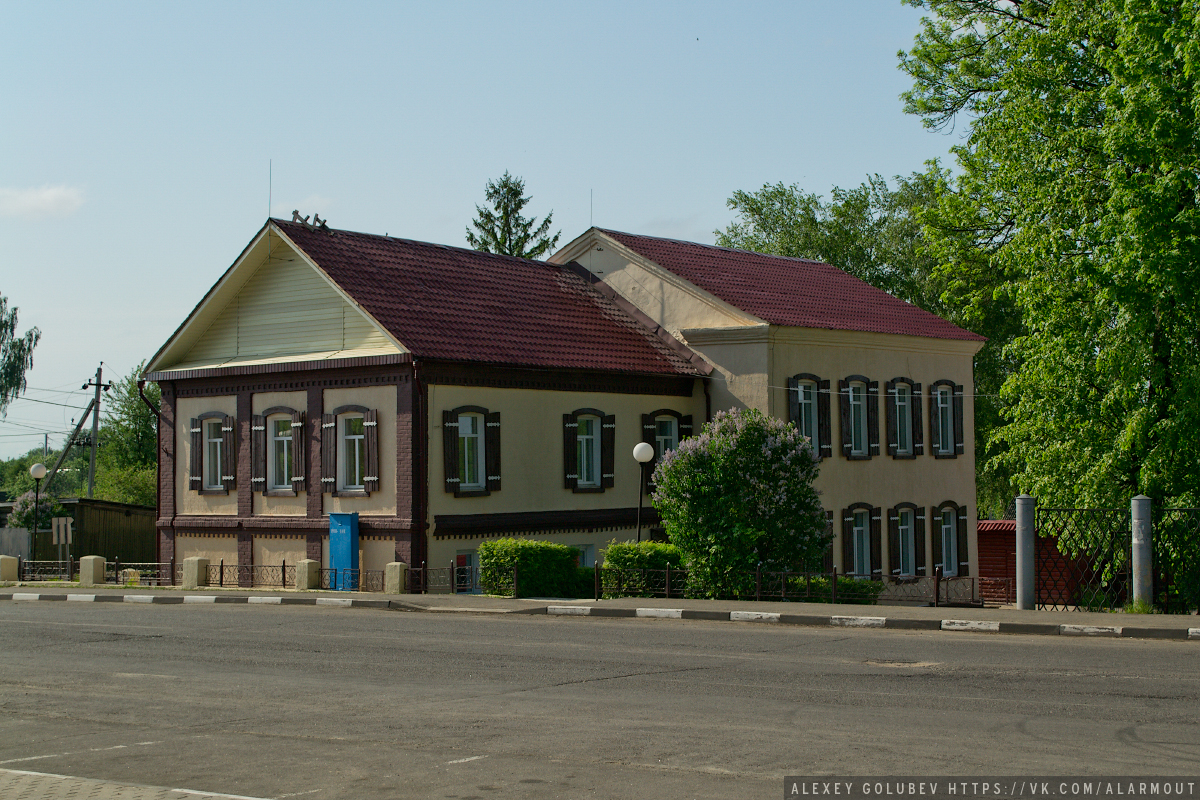
Краснопольский историко-этнографический музей

В 2017 году в районе насчитывалось 12 учреждений дошкольного образования (включая комплексы «детский сад — школа») с 0,4 тыс. детей. В 2017/2018 учебном году в районе действовало 10 учреждений общего среднего образования, в которых обучались 1,4 тыс. учеников. В школах района работало 224 учителя. В среднем на одного учителя приходилось 6,3 ученика (среднее значение по Могилёвской области — 8,4, по Республике Беларусь — 8,7).

## Культура

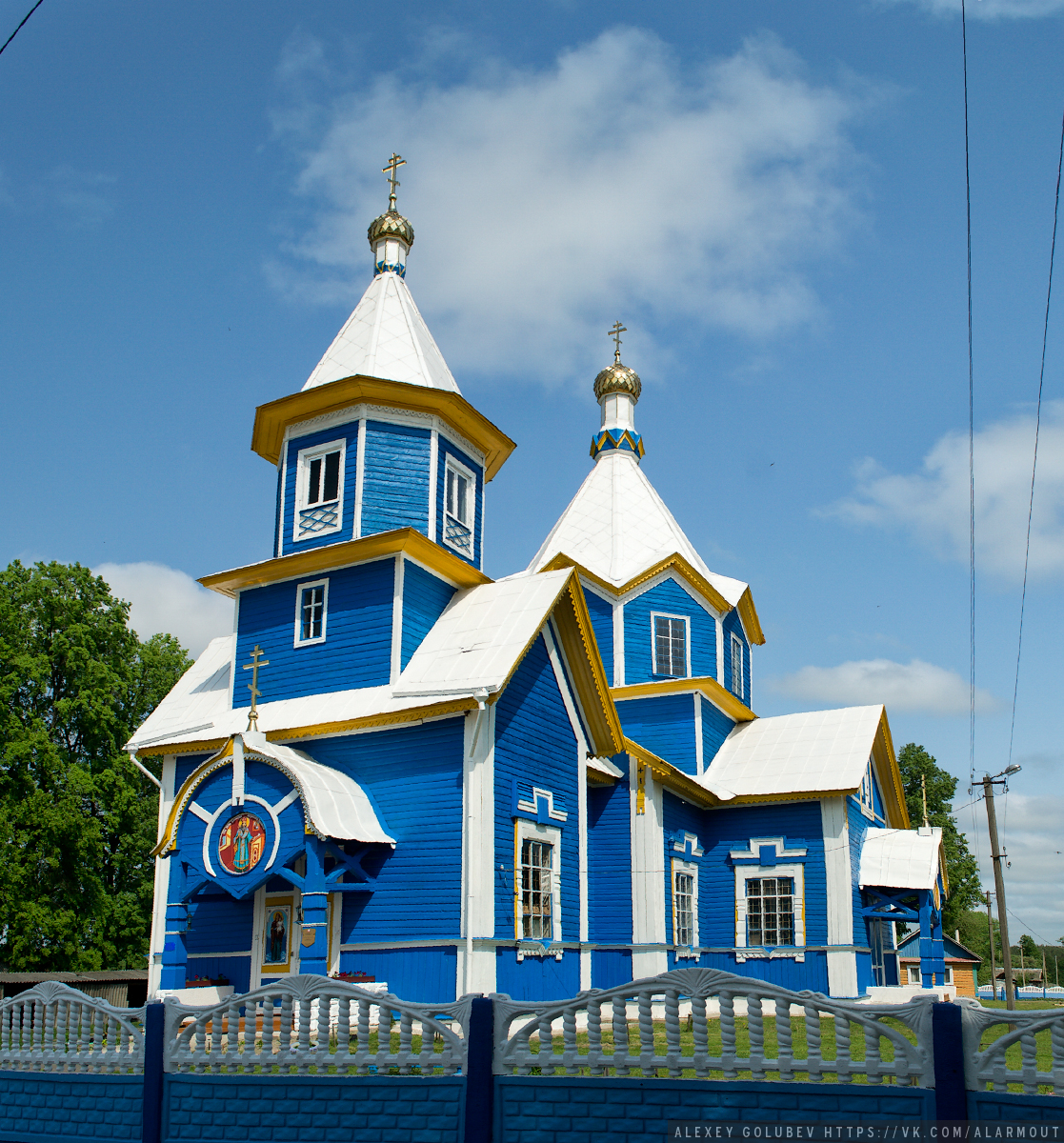
Церковь Святого Дмитрия Ростовского в д. Выдренка

В Краснополье действует Краснопольский историко-этнографический музей, в котором собрано более 3,7 тысяч музейных предметов основного фонда. В 2016 году музей посетили 9,6 тысяч человек (по этому показателю музей занял 16-е место в Могилёвской области).
Также расположены: 
- Народный музей ГУО «Средняя школа г. п. Краснополье»
- Музей имени Алексея Васильевича Пысина в ГУО «Палужская средняя школа»

## Достопримечательность
- Курган Славы, который находится в 5-ти километрах от районного центра на окраине автотрассы Краснополье-Чериков.
- Церковь Дмитрия Ростовского — памятник деревянного зодчества XIX века в деревне Выдренка. Архитектуру церкви можно отнести к неорусскому стилю —  Историко-культурная ценность Республики Беларусь, шифр 513Г000477.

### Памятник природы, заказник
- Памятник природы местного значения — ботанический сад «Иванов Хутор» в д. Брылёвка. Основан в 1963 году Зотовым Иваном Изотовичем. Площадь 10 га. Произрастает более 70 видов экзотических деревьев из Европы, Азии и Северной Америки (лиственница сибирская, кедр сибирский, пихта европейская, туя, бук восточный, сосна румелийская и т.д.).
- Урочище «Ясеневый гай» — ландшафтный заказник местного значения с животворной крыничкой. Расположен в урочище «Костёл» в пойме реки Палуж. Площадь-4,3 га.
- Заказник местного значения «Костел»
- Дубрава "Селище" - памятник природы местного значения